# Campionati europei di maratona canoa/kayak 2014
I Campionati europei di maratona canoa/kayak 2014 sono stati l'11ª edizione della competizione continentale. Si sono svolti a Piešťany, in Slovacchia. dal 13 al 15 giugno 2014.

## Medagliere
| Pos.   | Paese         | Oro | Argento | Bronzo | Totale |
| ------ | ------------- | --- | ------- | ------ | ------ |
| 1      | Spagna        | 2   | 2       | 1      | 5      |
| 2      | Ungheria      | 2   | 1       | 0      | 3      |
| 3      | Portogallo    | 2   | 0       | 0      | 2      |
| 4      | Gran Bretagna | 0   | 1       | 2      | 3      |
| 5      | Italia        | 0   | 1       | 1      | 2      |
| 6      | Ucraina       | 0   | 1       | 0      | 1      |
| 7      | Polonia       | 0   | 0       | 1      | 1      |
| 7      | Norvegia      | 0   | 0       | 1      | 1      |
| Totale | Totale        | 6   | 6       | 6      | 18     |

## Podi

### Uomini
| Evento    | Oro                                    | Perform. | Argento                                     | Perform     | Bronzo                                      | Perform.    |
| Canoa C-1 | Nuno Barros                            | 2h07'42" | Márton Kövér                                | 2h07'49"    | David Mosquera                              | 2h08'03"    |
| Canoa C-2 | Spagna Óscar Graña Ramón Ferro         | 2h00'26" | Ucraina Oleksandr Levchenko Andrii Shapoval | 2h01'13"    | Polonia Mateusz Zuchora Bartosz Dubiak      | 2h03'04"    |
| Kayak K-1 | José Ramalho                           | 2h14'14" | Iván Alonso Lage                            | 2h14'16"    | Mathias Hamar                               | 2h14'19"    |
| Kayak K-2 | Spagna Emilio Merchán Iván Alonso Lage | 2h03'56" | Spagna Walter Bouzan Álvaro Fernández Fiuza | 2h03'57",00 | Gran Bretagna Timothy Pendle Andrew Daniels | 2h03'57",84 |

### Donne
| Evento    | Oro                                 | Punti    | Argento                             | Punti    | Bronzo                                   | Punti    |
| Kayak K-1 | Renata Csay                         | 2h02'14" | Lizzie Broughton                    | 2h02'39" | Stefania Cicali                          | 2h03'15" |
| Kayak K-2 | Ungheria Edina Csernák Eniko Vaczai | 1h59'23" | Italia Anna Alberti Stefania Cicali | 1h59'42" | Gran Bretagna Lizzie Broughton Fay Lamph | 2h02'40" |